# 奧爾賓
51°4′29″N 31°1′46″E / 51.07472°N 31.02944°E
奧爾賓（烏克蘭語：Олбин），是烏克蘭北部的村莊，隸屬切爾尼希夫州的切爾尼希夫區。該村始建於1666年，面積1.56平方公里，海拔高度118米，2001年人口311，人口密度每平方公里200.3人。